# Weinstein-Vermutung
In der Mathematik ist die Weinstein-Vermutung eine offene Frage aus der Theorie dynamischer Systeme. Sie besagt, dass bestimmte Flüsse stets periodische Bahnen haben müssen. Sie stammt von Alan Weinstein.
Im Allgemeinen muss der Fluss eines Vektorfeldes nicht notwendigerweise geschlossene Bahnen besitzen. Die Weinstein-Vermutung besagt jedoch, dass jedes Reeb-Vektorfeld auf einer Kontaktmannigfaltigkeit eine geschlossene Bahn besitzt. 
Verschiedene Spezialfälle der Weinstein-Vermutung sind bekannt, zum Beispiel für Kontakt-Hyperflächen im symplektischen {\displaystyle \mathbb {R} ^{2n}} und für die kanonische Kontaktform auf dem Einheits-Kotangentialbündel.
Für 3-Mannigfaltigkeiten wurde die Weinstein-Vermutung in einer Serie von Arbeiten von Clifford Taubes bewiesen. Der Beweis verwendet Seiberg-Witten-Floer-Homologie.